# Prieuré Saint-Sulpice
Le prieuré Saint-Sulpice est un prieuré conventuel situé à Saint-Sulpice-sur-Risle en France.

## Localisation
Le prieuré est situé dans le département français de l'Orne dans la commune de  Saint-Sulpice-sur-Risle.

## Historique
Cet endroit fut choisi par la première lignée connue des barons de L'Aigle pour s'y faire inhumer. Selon Vaugeois, ce prieuré aurait été fondé en 1060, antérieurement à la conquête de l'Angleterre, par Engenouf de L’Aigle, seigneur de L'Aigle, mort à Hastings en 1066. Il était destiné à servir de nécropole à sa famille.
Engenouf le donna à l’abbaye St-Lomer de Blois.
Le prieuré Saint Sulpice est conventuel, il était habité par un certain nombre de religieux qui avaient charge d'âmes.
Il est vendu avec la ferme et les terres comme bien national en 1793.

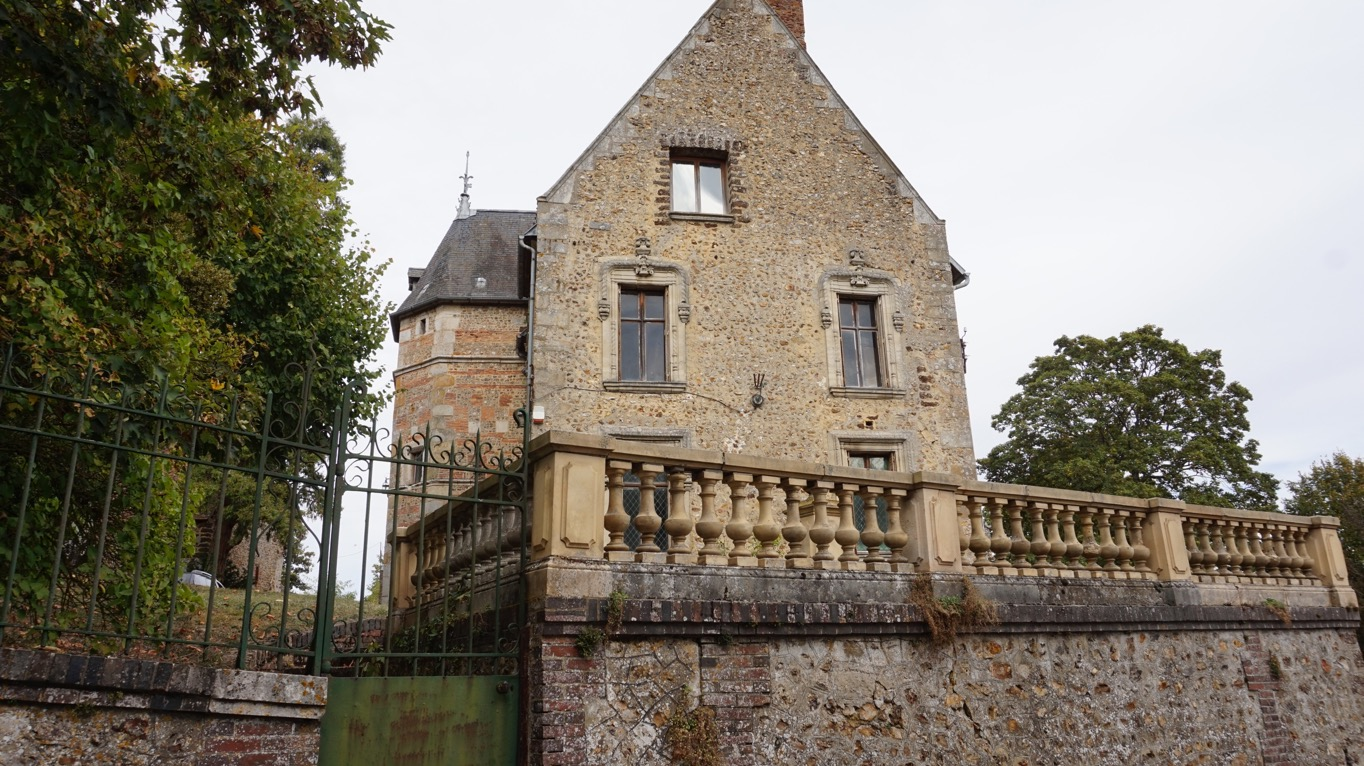
Le prieuré de St Sulpice sur Risle.